# هربرت بيرمان
هربرت بيرمان هو سياسي أمريكي، ولد في 19 أغسطس 1933، وتوفي في 6 يوليو 2014 في مانهاتن في الولايات المتحدة. نشط حزبياً في الحزب الديمقراطي.